# Dragon Quest Heroes II
Dragon Quest Heroes II (ドラゴンクエストヒーローズII 双子の王と予言の終わり) est un jeu vidéo de type hack 'n' slash développé par Omega Force et édité par Square Enix, sorti en 2016 sur Windows, Nintendo Switch, PlayStation 3, PlayStation 4 et PlayStation Vita.

## Accueil
- Gamekult : 6/10[1]